# 西木場站

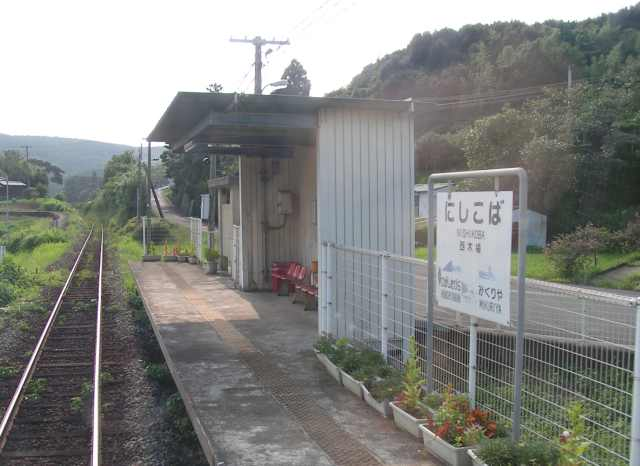
月台（2006年8月28日）

西木場站（日语：／ Nishikoba eki */?）是位於長崎縣松浦市御廚町里免，松浦鐵道的西九州線車站。

## 歷史
- 1991年（平成3年）3月16日 - 車站啟用[1]。

## 車站構造
車站是一座地面車站，設有1面1線的單式月台。此站是無人車站，沒有車站大樓，只有候車室和廁所。

## 使用狀況
以下為1日平均乘車人次列表：
| 乘車人員變化 | 乘車人員變化 |
| 年度         | 1日平均人次  |
| ------------ | ------------ |
| 1998         | 56           |
| 1999         | 56           |
| 2000         | 55           |
| 2001         | 53           |
| 2002         | 50           |
| 2003         | 36           |
| 2004         | 37           |
| 2005         | 45           |
| 2006         | 33           |
| 2007         | 44           |
| 2008         | 28           |
| 2009         | 20           |
| 2010         | 24           |

## 車站周邊
- 國道204號
- 西木場簡易郵局
- 松浦市立大崎小學

在山丘設有便利店。

## 相鄰車站
松浦鐵道
西九州線
御廚－西木場－東田平

## 注腳
1. ↑  鈴木文彥（日语：鈴木文彦）. . 鐵道雜誌（日语：鉄道ジャーナル） (鐵道雜誌社（日语：鉄道ジャーナル社）). 2012-8, 46 (8): 106–111 （日语）.
2. ↑  長崎縣統計年鑑

## 外部連結
- 西木場站時間表 （页面存档备份，存于）（日語） - 松浦鐵道